# Демократичне об'єднання
Демократичне об'єднання (грец. Δημοκρατικό Κόμμα, ΔΙΚΟ) — політична партія на Кіпрі, що дотримується правоцентристської орієнтації.
Партія була заснована 4 липня 1976 колишнім головою Палати представників Глафкос Клірідіс і швидко стала однією з двох основним політичних сил поряд з комуністичною АКЕЛ. Клірідіс багаторазово балотувався від партії в президенти, проте був обраний тільки в 1993, після чого залишив посаду голови партії, і переобраний в 1998.
В 1993–1997 головою партії був Яннакіс Мацис, а в 1997 його наступником став Нікос Анастасіадіс. В 2001 партія втратила статус найбільшої парламентської сили, в 2003 Клірідіс програв у першому ж турі президентських виборів, а в 2004 підтримуваний партією на референдумі План Аннана був відхилений населенням грецької частини острова.
За підсумками парламентських виборів 2006 а партія отримала 30,3% голосів і 18 з 56 місць у парламенті, що склало рівну кількість з мандатами АКЕЛ. В 2008 у на президентських виборах кандидат ДИКО Іоанніс Кассулідіс програв у другому турі виборів комуністу Дімітріс Хрістофіас. На парламентських виборах 22 травня 2011 партія отримала 138 682 (34,28%) голосів і 20 місць.
В Європейському парламенті за підсумками виборів як 2004, так і 2009 років партія має двох депутатів і входить в Європейську народну партію.